# Muzeum Wody w Kijowie
Muzeum Wody w Kijowie (ukr. Музей води), oficjalna nazwa to Centrum Informacji Wodnej (ukr. Водно-інформаційний центр) – centrum edukacyjno-informacyjne zlokalizowane w Kijowie w Parku Chreszczatyj.

## Historia
Centrum Wodno-Informacyjne zostało założone 24 maja 2003 przez władze miasta Kijowa przy wsparciu duńskiego Ministerstwa Środowiska podczas Piątej Konferencji Ministerialnej „Środowisko dla Europy”.
Wejście do centrum znajduje się w wieży ciśnień zbudowanej w 1876 według projektu architekta Ołeksandra Schiele. Natomiast część administracyjna mieści się w sąsiedniej wieży, którą wybudowano w latach w latach 1871–1872, a rozebrano w czasach sowieckich.
Pod koniec XX wieku obiekt był zaniedbany, ale na początku lat 2000. został odrestaurowany i zaadaptowany na potrzeby Centrum Wodno-Informacyjnego. Obie wieże zrekonstruowano zgodnie z oryginalnymi planami architektonicznymi. Główna ekspozycja umieszczona jest w podziemnym zbiorniku wodnym zbudowanym w 1909, której projektantem był Karsten Møller z Danii.

## Ekspozycja
Wystawa ma charakter informacyjno-interaktywny. Znajdują się na niej ekspozycje techniczne, mini aquaparki oraz sale pokazowe. Zwiedzający mogą dowiedzieć się więcej o zasobach wodnych i ich znaczeniu dla życia człowieka. Trasa zwiedzania przedstawia drogę wody przez kijowski system wodociągowy, ukazując procesy uzdatniania i oczyszczania wody oraz ścieków. W części ekspozycji znajduje się również plac zabaw z piaskownicą, pompą i bańkami mydlanymi.